# Flavius Flavianus
Flavius Flavianus (sein Praenomen ist nicht bekannt) war ein im 2. Jahrhundert n. Chr. lebender Angehöriger des römischen Ritterstandes (Eques).
Durch Militärdiplome, die unter anderem auf den 26. Oktober 153 datiert sind, ist belegt, dass Flavianus von 152/153 bis 156 Statthalter der Provinz Mauretania Tingitana war.
Möglicherweise ist er mit einem Flavius Flavianus identisch, der 144/147 an einem consilium des Statthalters von Ägypten, Lucius Valerius Proculus, teilgenommen hat. Lucius Flavius Flavianus, der Ende des 2. Jhd. Quästor der Provinz Achaea war, könnte ein Nachkomme von ihm sein.